# Timo Maran

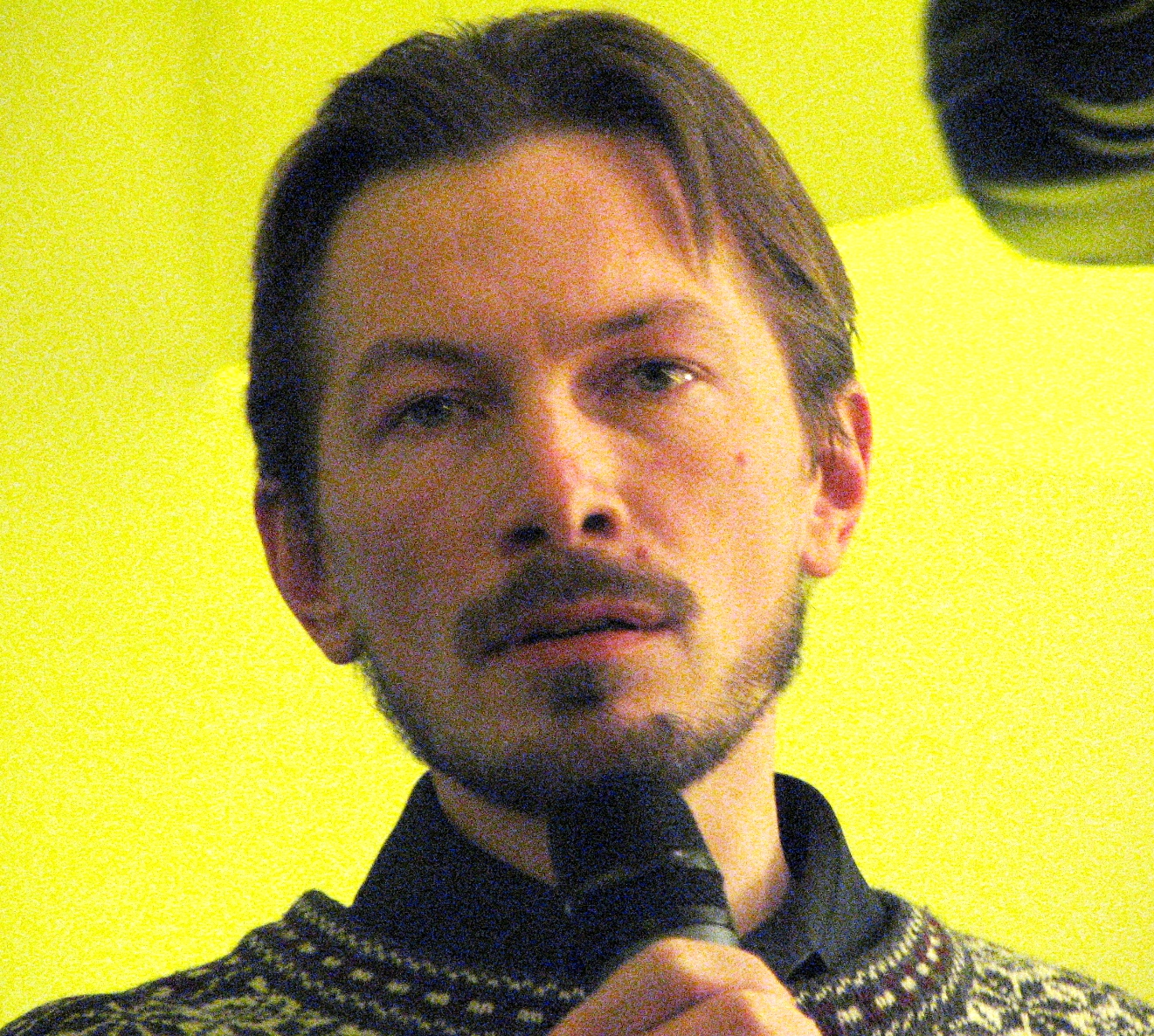
Timo Maran (2010)

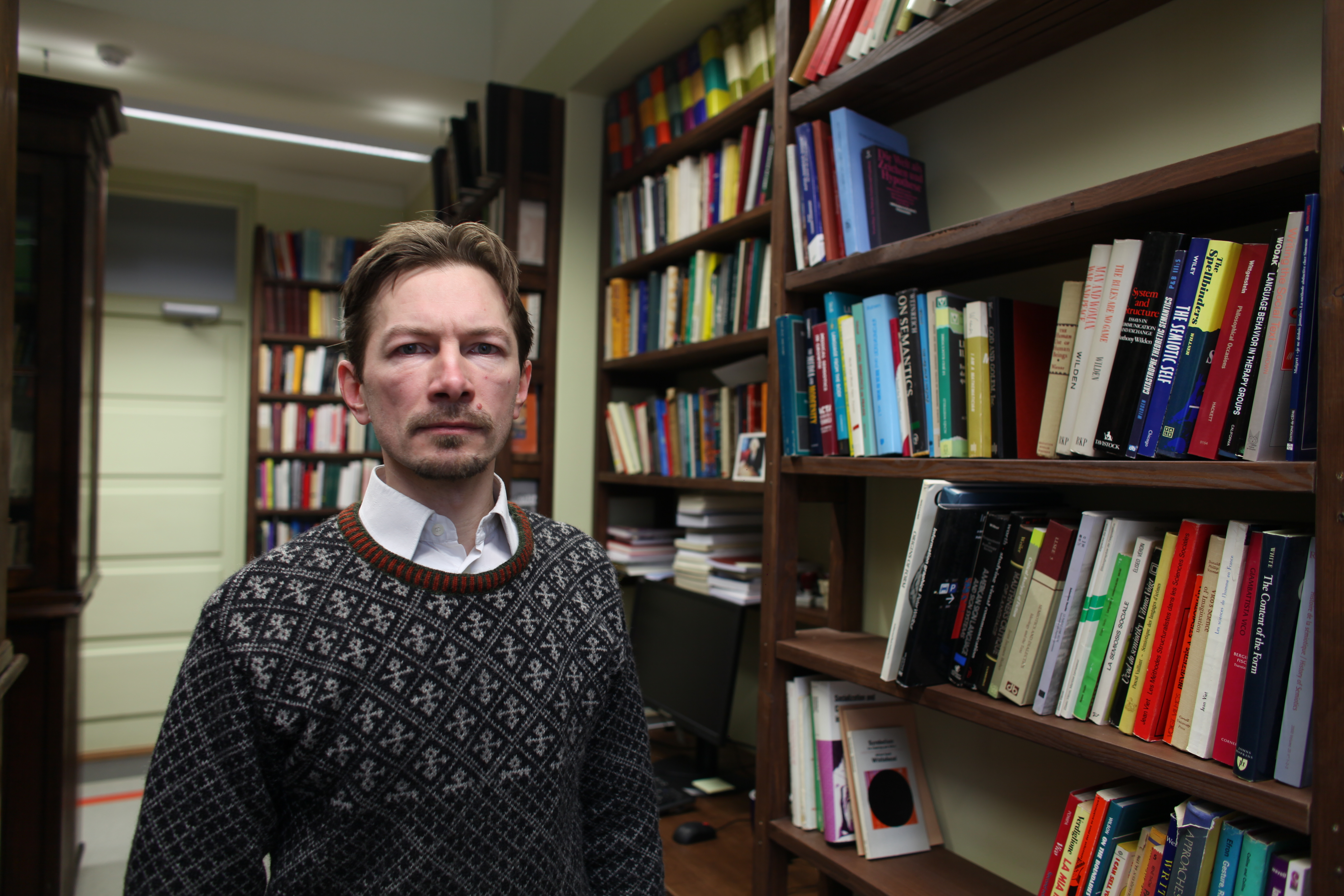
Timo Maran (2017)

Timo Maran (* 13. April 1975 in Tallinn) ist ein estnischer Dichter und Semiotiker.

## Leben
Timo Maran machte 1993 in Tallinn sein Abitur und studierte anschließend an der Universität Tartu Biologie. Nach seinem Bachelor (1998) absolvierte er ein Magisterstudium in Semiotik und Kulturologie an derselben Universität, das er 2000 mit einer Arbeit über die Semiotik biologischer Mimikrierscheinungen abschloss. Danach folgte ein Promotionsstudium und 2005 wurde Maran mit der Dissertation Mimikri kui kommunikatsioonisemiootiline fenomen ('Mimikri als kommunikationssemiotisches Problem') zum Dr. phil. promoviert.
Seit 2006 arbeitet er am „Institut für Philosophie und Semiotik“ der Universität Tartu. Timo Maran lebt in Tartu und ist seit 2008 Mitglied des Estnischen Schriftstellerverbands.

## Werk
Neben seinem wissenschaftlichen Werk als Semiotiker begann Maran Mitte der 1990er-Jahre Gedichte zu veröffentlichen. Er tat dies zunächst im Rahmen der Tartuer Gruppe „Erakkond“, zu der unter anderem Mehis Heinsaar, Kalju Kruusa, Aare Pilv und Berk Vaher gehörten. Seinen ersten eigenen Gedichtband veröffentlichte er 2001.
Von Beginn an wies die Kritik auf eine besondere Naturnähe bei Maran hin und sprach von „ökologischer“ Dichtung. Später wurde seinen Gedichten eine gewisse Magie bescheinigt, „die ebenso urtümlich wie aktuell“ ist, und auch der Autor selbst räumte in einem Interview ein, dass der Wald für ihn eine zentrale Rolle spielt.

## Bibliografie

### Wissenschaftliches Werk
- Tekst ja loodus. Koostanud ja toimetanud Timo Maran ja Kadri Tüür. Tartu: Eesti Kirjanduse Selts 2000. 170 S.
- Tekst ja loodus. Koostanud ja toimetanud Timo Maran ja Kadri Tüür. Tartu: Eesti Kirjanduse Selts 2003. 165 S.
- Eesti looduskultuur. Koostanud ja toimetanud Timo Maran ja Kadri Tüür. Tartu: Eesti Kultuuriloo ja folkloristika keskus 2005. 431 S.
- Mimikri kui kommunikatsiooni-semiootiline fenomen. Tartu: Tartu Ülikooli Kirjastus 2005. 216 S.
- Mimikri semiootika. Tartu: Tartu Ülikooli Kirjastus 2008. 218 S.
- Readings in zoosemiotics. Edited by Timo Maran, Dario Martinelli, Aleksei Turovski. Berlin, Boston: De Gruyter Mouton 2011. 438 S.
- Mimicry and meaning: structure and semiotics of biological mimicry. Cham: Springer 2017. 164 S.

### Literarisches Werk
- Põhjavesi ('Grundwasser'). Tallinn: Erakkond 2001. 53 S.
- Poeetiline punane raamat ('Das poetische Rotbuch'). Tallinn, Kiev: Ukraina kultuurikeskus 2007. 105 S.
- Metsa pööramine ('Konjugation des Waldes'). Lelle: Erakkond 2007. 103 S.
- Las ma ümisen ('Lass mich murmeln') Lelle: Allikaäärne 2015. 79 S.
- Kodukakk, päevakoer ja teised ('Waldkauz, Brauner Bär und andere') Tallinn: Päike ja pilv 2015. 39 S.